# Reinhard Fuchs (Psychologe)
Reinhard Fuchs (* 1955 in Bamberg) ist ein deutscher Sportpsychologe und Hochschullehrer.

## Leben
Fuchs studierte von 1976 bis 1982 Psychologie an der Universität Zürich und der Freien Universität Berlin und war danach wissenschaftlicher Mitarbeiter am Bundesgesundheitsamt. Seine Promotion schloss er 1990 bei Ralf Schwarzer ab und erlangte seine Habilitation 1996. Zwischen 1990 und 1991 war er Gastwissenschaftler am Center for Disease Control in Atlanta, USA.
1996 erhielt Fuchs einen Ruf auf die Professur für Gesundheitspsychologie an der Hochschule für Technik, Wirtschaft und Kultur (HTWK) in Leipzig. Von 2001 bis 2023 hatte er den Lehrstuhl für Sportpsychologie an der Albert-Ludwigs-Universität in Freiburg inne. Dort war er von 2005 bis 2012 Studien- und Prodekan. Fuchs ist Herausgeber einer Vielzahl von Artikeln und Fachbücher.

### Forschungstätigkeit
Schwerpunkte seiner Forschungstätigkeit war zum einen die motivationale und volitionale Steuerung des habituellen Gesundheitsverhaltens (regelmäßige Sportaktivität, ausgewogene Ernährung) und zum anderen die Wirkung von körperlicher Aktivität auf die seelische Gesundheit. Hier interessierte er sich vor allem für die Rolle von Sport und Bewegung als Strategie der Stressregulation (Sport als Stresspuffer).
Fuchs beschäftigtes sich mit Fragen einer theoriegeleiteten Intervention zum Aufbau eines gesunden Lebensstils und entwickelte dabei das MoVo-Konzept (Motivations-Volitions-Konzept), das in vielen Studien breit evaluiert und im öffentlichen Gesundheitssystems über die Krankenkassen eingesetzt wird. Das MoVo-Konzept besteht aus zwei Komponenten: dem MoVo-Prozessmodell und den MoVo-Programmen. Das MoVo-Prozessmodell beschreibt die psychologischen Aspekte und Abläufe, die dem Anfang und der Fortführung eines gesunden Lebensstils (wie regelmäßiger Bewegung, ausgewogener Ernährung) zugrunde liegen. Es dient als theoretisches Fundament, von dem wichtige inhaltliche Ziele und pädagogische Ansätze für die praktischen Interventionen (MoVo-Programme) abgeleitet werden. In den vergangenen Jahren wurde das MoVo-Konzept in zahlreichen Studien untersucht, wobei vor allem die Effektivität der verschiedenen MoVo-Interventionen im Fokus stand.